# ジュリオ・デ＝ミケーリ
ジュリオ・デ・ミケーリ（Giulio De Micheli, 1899年9月26日 - 1940年9月30日）は、イタリアの作曲家、ヴァイオリニストで指揮者。

## 人物
ラ・スペツィアで生まれる。5歳で音楽の才能をあらわし、15歳で学位を得る。パルマのアリーゴ・ボイト音楽院でR.フランツォーニに学び、ヴァイオリンのヴィルトゥオーソとして高い評価を得て、国外でも活動を行うようになった。
作品の数は160曲を超え、オペレッタ・ミサ曲・交響詩などを作曲している。代表作としては組曲「田園にて」、組曲「エジプトの幻影」、組曲「舞踏組曲」などがあげられ、その他に間奏曲・ワルツ・行進曲などもある。
ベルガモ県コーヴォにある彼の墓碑には次のように刻まれている。
「1940年9月30日、つねに枯れることのない美しいメロディーの作り手、外国にまで鳴り響く栄光のヴァイオリン、マエストロ・ジュリオ・デ・ミケーリ、ここに眠る。生誕地ラ・スペツィアの誉れ、彼が眠るコヴォの誇り」

## 主な作品

### オペレッタ
- 葡萄畑の恋

### 管弦楽曲
- 組曲「田園にて」（第7小組曲）
- 小組曲「子ども達の遊び」（第14小組曲）
- 組曲「追憶」（第6小組曲）
- 第一小組曲
- 第二小組曲
- 第三小組曲
- ナポリ風組曲（第10小組曲）
- 組曲「エジプトの幻影」（第11小組曲）
- 舞踏組曲（第13小組曲）
- 海の組曲（第15小組曲）
- 交響的前奏曲
- 間奏曲「リリー」
- 行進曲「横断飛行」
- 組曲「追憶」
- 夢
- 夜想曲
- 祈りの鐘
- アルカディア組曲
- 間奏曲「ストルネッロ」
- 優雅なセレナータ
- 私のお気に入りの踊り
- ソナタ変ホ長調